# Румсен (язык)

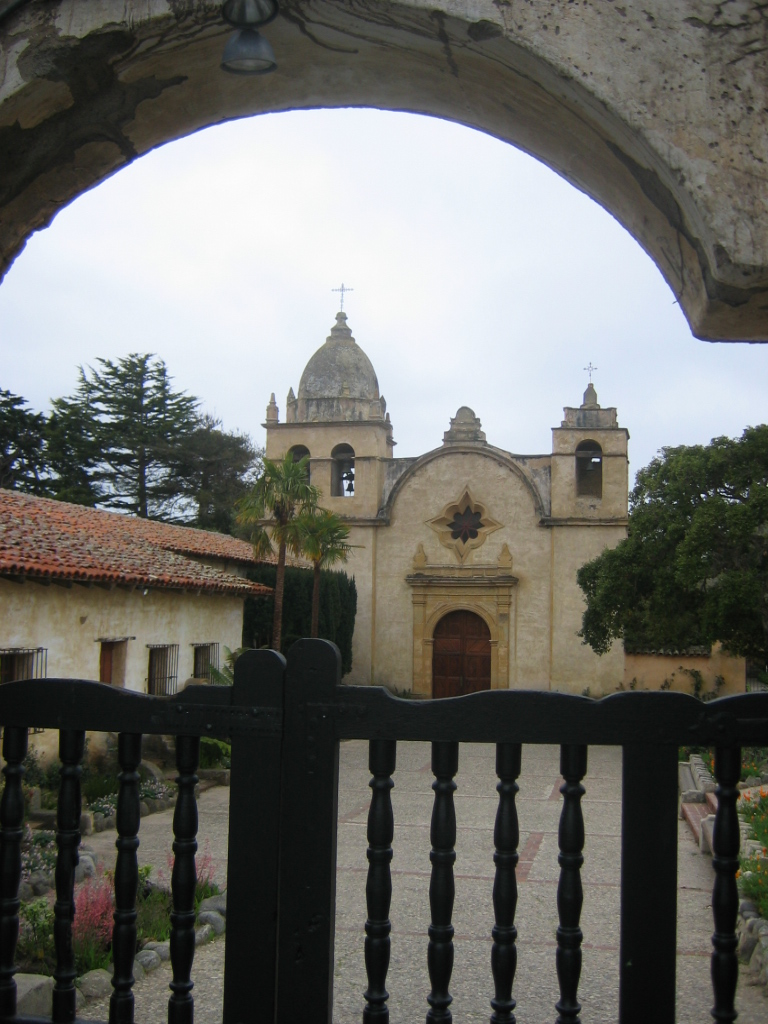
Миссия Сан-Карлос-Борромео-де-Кармело, куда были вывезены многие румсены

Румсен (Rumsen, Rumsien, San Carlos) — мёртвый язык костаноанской ветви утийской языковой семьи, использовался племенем румсен, проживающим от течения реки Пахаро до региона Биг-Сур и на нижних течениях Пахаро, а также на реках Салинас и Кармел, в окрестностях современных городов Кармел-бай-те-Си, Монтерей и Салинас на севере Калифорнии, в США.

## История
Румсен вместе с семью другими ныне исчезнувшими языками входил в костаноанскую ветвь утийской языковой семьи. Вместе с эсселенским языком румсен был широко распространён в католической миссии Сан-Карлос-Борромео-де-Кармело, основанной в 1770 году.
Последним человеком, свободно владевшим румсеном, была Изабел Мидоуз, умершая в 1939 году. Сотрудник Бюро американской этнологии, лингвист Джон Харрингтон, много работал с Мидоуз в последние годы её жизни. Его заметки, в том числе неопубликованные, составляют основу для изучения и возрождения языка. Племя румсен вовлечено в этот процесс, в том числе в составление нового англо-румсенского словаря.
Диалекты языка румсен были распространены среди неродственных племён, включая племя румсен, энсенов из окрестностей Салинаса, календаруков из бухты Монтерей и саргентаруков с побережья Биг-Сур. К северу от ареала румсена говорили на авасвасе, на востоке — на муцуне, на юго-востоке — на чалоне, а на юге — на эсселенском.

## Фонология
|               |               | Губные | Зубные       | Ретрофлексные | Палатальные | Велярные | Глоттальные |
| ------------- | ------------- | ------ | ------------ | ------------- | ----------- | -------- | ----------- |
|               |               | Губные | Зубные       | Ретрофлексные | Палатальные | Велярные | Глоттальные |
| Носовые       | Носовые       | [m] m  | [n] n        |               |             |          |             |
| Взрывные      | Взрывные      | [p] p  | [t] t        | [ʈ] ṭ         |             | [k] k    | [ʔ]         |
| Аффрикаты     | Аффрикаты     |        | [t͡s] ts      |               | [t͡ʃ] č      |          |             |
| Фрикативные   | Фрикативные   |        | [s] s        | [ʂ] ṣ         | [ʃ] š       | [x] x    |             |
| Аппроксиманты | Аппроксиманты | [w] w  | [l] l        |               | [j] y       |          |             |
| Ротические    | Ротические    |        | [ɾ] r [r] rr |               |             |          |             |

|         | Передние | Задние | Задние |
| ------- | -------- | ------ | ------ |
| Верхние | [i] i    | [u] u  |        |
| Средние | [ɛ] e    | [o] o  |        |
| Нижние  |          | [ɑ] a  |        |